# Рипли (Дербишир)
Ри́пли — город в Великобритании в графстве Дербишир (регион Восточный Мидленд), административный центр района Амбер-Вэлли.

## История
Область в районе города была промышленно развита с конца XVIII-го столетия. Butterley — одна из первых компаний города была основана в 1790 году с целью разрабатывать и использовать в своих интересах полезные ископаемые, которая существует по сей день в видей 3 (трёх) разных компаний: Butterley Engineering Ltd, Butterley Brick Ltd и Butterley Aggregates Ltd. За прошедшие 200 лет здесь были сталелитейный завод, угольная промышленность, карьерные работы, железнодорожные компании. Одной из фирм города была построена арочная крыша вокзала Сент-Панкрас в Лондоне.
Рипли также является родиной Midland Railway Butterley — центральной Железной дороги Великобритании, где обслуживались локомотивы для подвижного состава и других линий, связанных с центральной Железной дорогой.
Штаб-квартира Дербиширских Полицейских сил расположена в предместьях Рипли в Butterley Hall.
Джон Уэсли, путешествуя с проповедями, провел время в Рипли проповедуя местным жителям под деревом на рыночной площади и в старых Чёрных Кузнях.
Методистская Церковь является самой старой действующей Церковью в городе, которая расположена на Wood Street.
Согласно исследованиям, проведённым в Великобритании в 2006 году, Рипли имеет самое большое количество людей с английским происхождением. Было проанализировано 42.2 миллиона взрослых избирателей Великобритании из 200 этнических групп, основанных на обоих данных: именах и фамилиях. 88,5 % жителей Рипли имеют чистый англо-этнический фон.

## В городе родились
- Барнс Уоллес — английский учёный, инженер и изобретатель. Дом, где он родился, отмечен синей мемориальной доской.
- Эрик Клэптон — английский музыкант, известный своим виртуозным владением электрогитарой.